# Bedside-Test
Als Bedside-Test (bedside – engl. für »am Bett«) werden „Labor“-Untersuchungen bezeichnet, die unmittelbar am Patientenbett und im übertragenen Sinn in Patientennähe, ohne Versendung des Probenmaterials in ein Labor durchgeführt werden können. Der bedeutendste Bedside-Test dient der Blutgruppenbestimmung. Diese ärztliche Maßnahme wird im Allgemeinen vor jeder Bluttransfusion durchgeführt, um die Kompatibilität des Patientenblutes mit dem Spenderblut zu kontrollieren. Dabei wird die Blutgruppe des Empfängers bestimmt und mit der der verwendeten Blutkonserve verglichen. Eine Testung des Konservenblutes zum Vergleich mit der deklarierten Blutgruppe ist optional. Die Grundlagen des Verfahrens gehen auf Reuben Ottenberg (1907) zurück.

## Ablauf

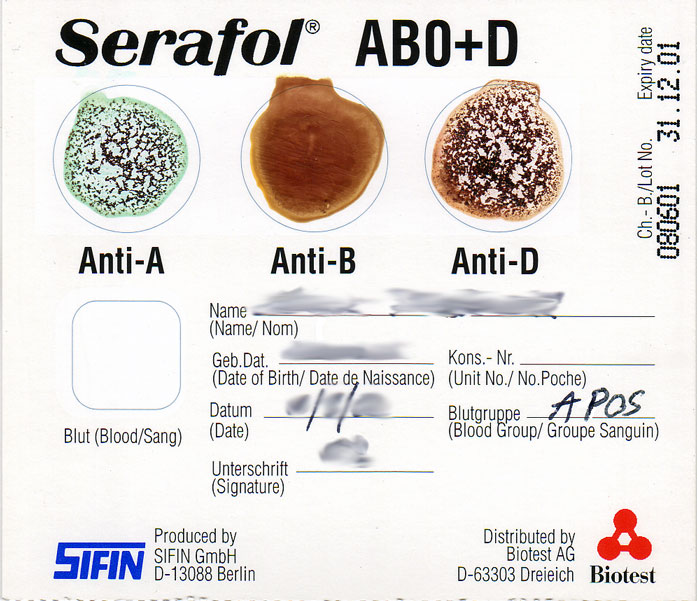
Sog. Bedside-Test zur schnellen Blutgruppenüberprüfung

Das zu transfundierende Blut ist ein Medizinprodukt und labortechnisch vorbestimmt; dennoch kann es zu potenziell tödlichen Verwechslungen (falsche Blutprobe, falscher Patient) kommen, vor denen der Bedside-Test schützen soll. Verwendet werden muss hierfür frisch entnommenes Blut des Empfängers unmittelbar vor der Transfusion. In rechtlicher Hinsicht muss der Bedside-Test in jedem Fall vom transfundierenden Arzt selbst durchgeführt werden (oder unter seiner Aufsicht) und er muss das Ergebnis selbst interpretieren und dokumentieren. Unterlässt er das, gilt dies als Kunstfehler, auch im Notfall.
Der Bedside-Test wird auf einer kleinen Karte durchgeführt. Je nach Ausführung wird entweder nur die Blutgruppe im AB0-System (A, B, AB oder 0 = Null) bestimmt, oder aber es wird zusätzlich noch der Rhesusfaktor (Anti-D) bestimmt.
Ausgehend von der AB0+D-Variante, die auf dem Foto zu sehen ist, befinden sich drei Testfelder (auch Reaktionsfelder genannt) mit Anti-A-, Anti-B- und Anti-D auf der Karte. Damit kann die Blutgruppe im AB0-System sowie der Rhesusfaktor getestet werden. Um Fehlbestimmungen zu vermeiden, gelten für die einzelnen Seren verbindliche Farben, die identisch mit den in Labors verwendeten Farben sind: Anti-A ist stets blau gefärbt, Anti-B gelb. Unterhalb der Reaktionsfelder befindet sich das sogenannte Autokontrollfeld. Es ist mit „Blut/Blood/Sang“ beschriftet und muss, anders als auf dem Foto zu sehen, laut Gebrauchsanweisung des Herstellers in jedem Fall mitgenutzt werden. Der Hersteller weist darauf hin, dass nur bei Mitbenutzung dieses Feldes der Bedsidetest gültig ist. Auf jedes Feld, also Anti-A, Anti-B, Anti-D und das Autokontrollfeld kommt je ein Tropfen Blut und es wird anschließend ein Tropfen isotone Kochsalzlösung (oder Wasser) hinzugefügt. Dann wird mittels eines Kunststoffstäbchens jedes Reaktions- bzw. Testfeld für ca. 30 Sekunden einzeln vermischt. Anwender sollen das Blut nicht antrocknen lassen und zügig arbeiten. Im Anschluss wird die Karte für circa 30–60 Sekunden leicht geschwenkt, so dass die Tropfen in kreisender Bewegung sind. Dann wird die Karte sofort auf Agglutination geprüft und das Resultat auf der Karte eingetragen.
Dabei gilt: liegt eine Agglutination (Verklumpung) vor, wird dies als positive Reaktion bezeichnet. Liegt keine Agglutination vor, wird dies negative Reaktion genannt.
Das Autokontrollfeld hat die wichtigste Funktion in Bezug auf die Gültigkeit bzw. Verwertbarkeit des Tests. Ist im Autokontrollfeld die Reaktion nicht negativ, ist der gesamte Test ungültig! Das kann verschiedene Ursachen haben: Handlingfehler, Kälteagglutinine, Geldrollenbildung, Abnahmefehler (z. B. aus einem Dreiwegehahn bei laufender Infusion).
Nach Beendigung des Bedside-Tests kann die Testkarte mit einer Klebefolie überzogen einige Tage lang archiviert werden, aus hygienischen Gründen sollte eine längere Archivierung z. B. in der Krankenakte allerdings unterbleiben; eine ärztliche Dokumentation des Testergebnisses ist im Allgemeinen ausreichend.
Praktisches Beispiel: Bei Blut mit Blutgruppe A und Rhesusfaktor positiv kommt es zur Agglutination („Verklumpung“) auf dem Feld Anti-A und dem Feld Anti-D. Das Blut auf dem Feld Anti-B bleibt unverändert (keine Agglutination). Das Autokontrollfeld wurde hier – im Gegensatz zu den Herstellervorgaben – nicht mitgenutzt.
Heutzutage wird überwiegend eine einfachere und schnellere Methode zum Bedside-Test verwendet. Hierbei wird mit einer Kanüle in zwei mit Anti-A und Anti-B bezeichneten Testkammern ein wenig Blut gegeben und auf Agglutination geachtet. Hierdurch wird die Gefahr falsch positiver Ergebnisse minimiert und die Sicherheit erhöht.